# Patrick Cocquyt
Patrick Cocquyt (Assenede, 4 settembre 1960) è un ex ciclista su strada e ciclocrossista belga.

## Palmarès
- 1981 (dilettanti)

1ª tappa Etoile du Sud
- 1982 (Safir, tre vittorie)

Circuit de Wallonie
5ª tappa Etoile du Sud
7ª tappa, 2ª semitappa Volta Ciclista a Catalunya (Cambrils > Salou)
- 1983 (Safir, una vittoria)

3ª tappa Vuelta a Aragón
- 1986 (Hitachi, una vittoria)

Grote Prijs Stad Zottegem

### Altri successi
- 1982 (Safir)

Zesbergenprijs
Omloop van Henegouwen
Classifica sprint Volta Ciclista a Catalunya
- 1983 (Safir)

Sleidinge
- 1984 (Safir)

Aalter
- 1985 (Safir)

Kapellen-Glabbeek
- 1987 (Robland-Isoglass)

Stad Kortrijk

## Piazzamenti

### Classiche monumento
- Milano-Sanremo

1987: 129º
- Giro delle Fiandre

1987: 77º
1988: 29º
- Parigi-Roubaix

1985: 34º
1986: 38º
1988: 26º